# Палежница Горња
Палежница Горња је насељено мјесто у граду Добој, Република Српска, БиХ. Према попису становништва из 1991. у насељу је живјело 342 становника.

## Становништво
Становници се називају Палежани.
| Демографија (Палежница) (Палежница) | Демографија (Палежница) (Палежница) | Демографија (Палежница) (Палежница) |
| Година                              | Становника                          | Становника                          |
| ----------------------------------- | ----------------------------------- | ----------------------------------- |
| 1961.                               | 494                                 |                                     |
| 1971.                               | 1.139                               |                                     |
| 1981.                               | 1.073                               |                                     |
| 1991.                               | 342                                 |                                     |